# Jason Peters
Jason Raynard Peters (født 22. januar 1982 i Queen City, Texas, USA) er en amerikansk football-spiller, der spiller som offensiv linjemand for NFL-holdet Philadelphia Eagles. Han har spillet for holdet siden 2009. Inden da havde han startet sin NFL-karriere med fem sæsoner hos Buffalo Bills.
Peters' præstationer er tre gange, i 2007, 2008 og 2009 blevet belønnet med udtagelse til NFL's All-Star kamp, Pro Bowl.

## Klubber
- 2004-2008: Buffalo Bills
- 2009-: Philadelphia Eagles